# Arthur Grünspan
Arthur Grünspan (eigentlich Artur Grünspan; * 23. Januar 1884 in Neubrandenburg, Mecklenburg; † Mai 1964 in Beaumont, Kalifornien) war ein deutscher Direktor des Statistischen Amtes und Stadtrat in Danzig.

## Leben
Arthur Grünspan stammte aus einer jüdischen Familie. Der Vater war Isadore Grünspan, die Mutter Sophie Jacob. Geschwister waren Hannah und Friedrich Grünspan.
Arthur Grünspan studierte und promovierte zum Dr. phil. 1908 in Leipzig. 1911 war er Direktorialassistent am Statistischen Amt in Magdeburg.
Seit 1912 war Arthur Grünspan Direktor des Statistischen Amtes in Danzig. Von 1917 bis 1921 war er dort auch Stadtrat. 1930 war er kurzzeitig nebenamtlicher Senator für Handel und Gewerbe für die Sozialdemokratische Partei (der er wahrscheinlich nicht angehörte). In den frühen 1930er Jahren betrieb er ein Unternehmen Arthur Grünspan & Co. G.m.b.H. in der Milchkannengasse.
Um 1934 emigrierte die Familie. 1942 lebte sie in Amsterdam, danach in Beaumont in Kalifornien, wo Arthur Gruenspan 1964 starb.
Arthur Grünspan war mit Susanne Pathe (1890–1981) verheiratet.  Eine Tochter war Paquette Pathe (* 1913).

## Publikationen
Arthur Grünspan veröffentlichte einige Schriften zu statistischen Erhebungen und weiteren Themen.
- Zur Frage des Geschlechtsverhältnisses der Geborenen, vorgelegt der philosophischen Fakultät der Universität Leipzig", S.L. Leipzig, 1908, Inaugural-Dissertation
- Die Geschlechtskrankheiten im Herzogtum Braunschweig, in Deutsche medizinische Wochenschrift, 38, 1912, S. 228–229
- Jahresbericht des Statistischen Amtes der Stadt Danzig im Auftrage des Magistrats der Stadt, seit 1912
- Über Fehlgeburten, in Deutsche medizinische Wochenschrift, 39, 1913, S. 2049
- Danzig (= Monographien deutscher Städte, Band 6), 1914, mit Heinrich Scholtz, Erwin Stein
- Das Wirtschaftsleben Danzigs im Kriege, Statistisches Amt Danzig, 1914
- Ernährungsfragen, Danzig 1916
- Die Milchversorgung Danzigs, Danzig 1918, mit Siegfried Moses
- Die Krebssterblichkeit in Amsterdam, in Deutsche medizinische Wochenschrift, 45 (37), 1942, S. 2093
- Otto Landsberg, in Aufbau Aufbau, 8, 38, Amsterdam, vom 18. September 1942, S. 8